# Министерство сельского хозяйства и животноводства Аргентины
Министерство сельского хозяйства, животноводства и рыболовства Аргентины — государственное учреждение, ответственное за разработку и реализацию планов по производству, маркетингу и здравоохранению в области сельского хозяйства, рыболовства, лесного хозяйства.
До 2008 года глава этого ведомства был секретарём Министерства экономики. С 1 октября 2009 года данный отдел был возведён в ранг министерства указом президента Кристины Фернандес де Киршнер, которая назначила первым министром Хулиана Домингеса.
Начиная с 10 декабря 2011 года, главой министерства является Норберто Яхар, бывший заместитель министра Домингеса.

## История
Министерство сельского хозяйства исторически находится на улице Пасео Колон 922, в Буэнос-Айресе. Это два одинаковых здания, которые занимают целый квартал. Архитектурные особенности зданий объединяют различные течения: сочетание неоготического стиля и французского академизма. Поэтому характерной особенностью архитектуры этих зданий является стиль распространённый в начале XX века.

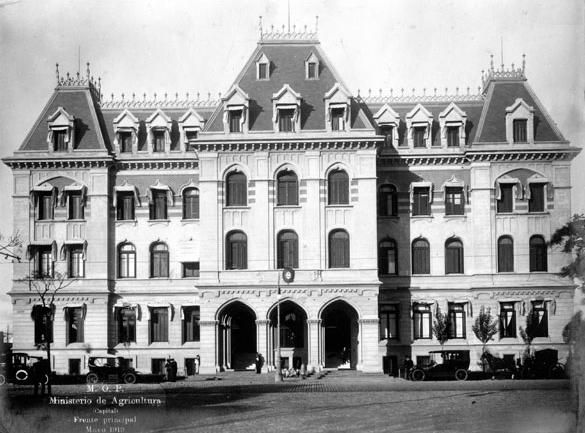
Открытие первого здания министерства сельского хозяйства в 1919 году

Оригинальный проект здания был разработан в 1911 году для новой штаб-квартиры Asilo Nacional Nocturno, которая в то время занимала здание по улице Перон 2471, вместимостью на 540 посетителей ежедневно, там располагались Департамент по архитектуре, Министерство общественных работ. К моменту открытия первого здания в 1919 году, в результате больших разногласий по поводу судьбы здания, оно перешло к Министерству сельского хозяйства.
Здание—близнец было открыто в 1931 году и предполагалось что в нём разместится офис компании YPF. Здание построила строительная компания Mauricio Kinbaum y Cía., несмотря на одинаковый внешний вид, у зданий различные архитектурные элементы, материалы и детали интерьера.
YPF в 1938 году переехала в новую штаб-квартиру на улице Диагональ-Норте, а здание перешло в ведомство Министерства сельского хозяйства. В 1948 году в нём было размещено Национальное управление метеорологии (ныне Национальная служба погоды).
В 2010 году министр Хулиан Домингес распорядился о начале реставрации обоих зданий, восстановлению интерьера, оригинального освещения и модернизации компьютерного оборудования и кондиционеров.

## Региональные представительства
Министерство сельского хозяйства, животноводства и рыбного хозяйства имеет сеть из 34 филиалов на территории страны.
Основная функция этих представительств является предоставление базовой статистической информации, касающейся сельского хозяйства, сельскохозяйственных оценки, в рамках национальной статистической системы. Информация составлена на еженедельной и ежемесячной основе.
Филиалы также регулярно предоставляют информацию, необходимую других министерств: ежемесячный рост цен на сырьё для промышленности и сельскохозяйственных товаров, расходы на маркетинг и зерновые фермы, данные по производству молочных продуктов; данные по производству других продуктов и т. д.
Наконец, эти учреждения получают и обрабатывают информацию от брокеров и посредников; предоставляют информацию запасах продуктов, производят контроль на мукомольных комбинатах и выполняют другие действия, необходимые министерству.

## Внутреннее деление
В Министерстве сельского хозяйства:

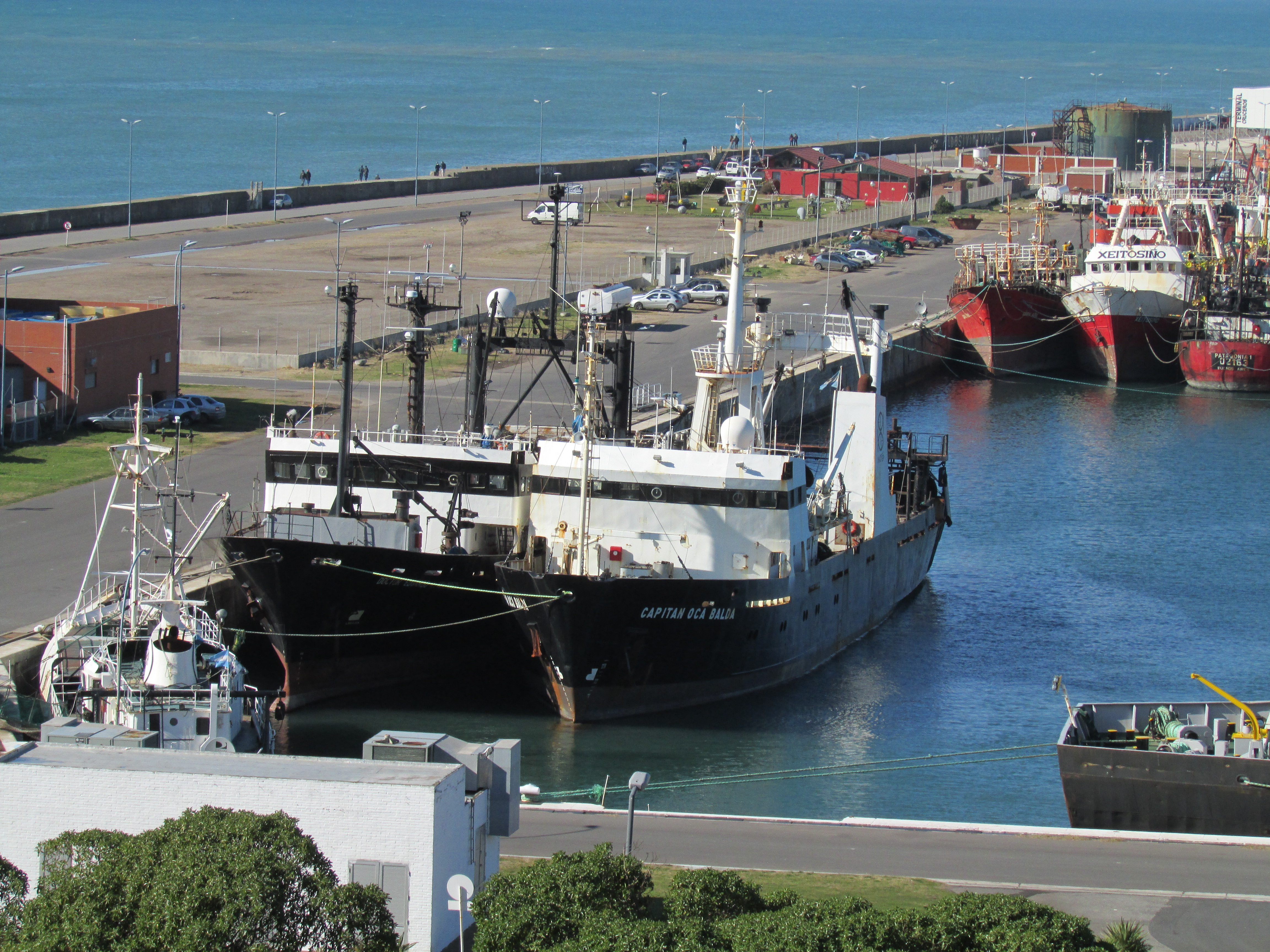
Научно-исследовательские и рыболовецкие суда в порту Мар-дель-Плата. На переднем плане, справа судно INIDEP Capitán Oca Balda.

- Секретариат сельского хозяйства, животноводства и рыболовства
- Секретариат институциональных отношений
- Секретариат по технической координации и управлению
- Отдел внутреннего аудита

и децентрализованные учреждения:
- INASE (Национальный институт семян)
- INIDEP (Национальный институт рыбного хозяйства, исследований и развития)
- INTA (Национальный институт сельскохозяйственной технологии)
- INV (Национальный институт виноградарства)
- SENASA (Национальная служба безопасности и качества пищевых продуктов)